# Lorenzo di Credi
Lorenzo di Credi, właściwie Lorenzo di Andrea d'Oderigo (ur. ok. 1459 we Florencji, zm. 1536 tamże) – włoski malarz i rysownik.
Był synem złotnika. Od 1480 roku terminował wraz z Leonardem da Vinci i Peruginem w pracowni Verrocchia, gdzie poznawał techniki malarskie i rzeźbiarskie. Uchodził za ulubionego ucznia Verrocchia. Od 1480, po wyjeździe Verrocchia do Wenecji, prowadził jego pracownię malarską. Według relacji Vasariego Lorenzo di Credi, Leonardo da Vinci, a także uczący się u Verrocchia Pietro Perugino byli jednocześnie przyjaciółmi jak i konkurentami. Był pod wpływem twórczości Leonarda da Vinci, a także malarzy flamandzkich i niemieckich.
Malował głównie dzieła o tematyce religijnej w stylu wczesnego renesansu.
Do jego uczniów należał Giovanni Antonio Sogliani.

## Wybrane dzieła

### Obrazy
- Dziewica z Dzieciątkiem i dwoma aniołami (1476–1478, National Gallery w Londynie) – głównym autorem obrazu jest Andrea del Verrochio, autorstwa Lorenza di Credi są Dzieciątko, anioł po prawej stronie obrazu i zasłony[8][9]
- Madonna z Dzieciątkiem i ze świętymi (również Madonna z Dzieciątkiem, św. Janem Chrzcicielem i św. Donatem[4], ok. 1474–1486, katedra San Zeno w Pistoi) – obraz namalowany wspólnie z Verrocchiem[10]
- Portret Cateriny Sforzy (Pinacoteca Civica di Forlì)[11]
- Portret kobiety (ok. 1490, Pinacoteca Civica di Forlì)[12]
- Portret młodej kobiety (ok. 1490–1500, Metropolitan Museum of Art)[13]
- Święty Donat w celnik[14]
- Zwiastowanie (ok. 1483, Luwr)[15]

### Szkice
- Madonna z broszką (ok. 1470 lub 1478, Kupferstich-Kabinett w Dreźnie)[16]

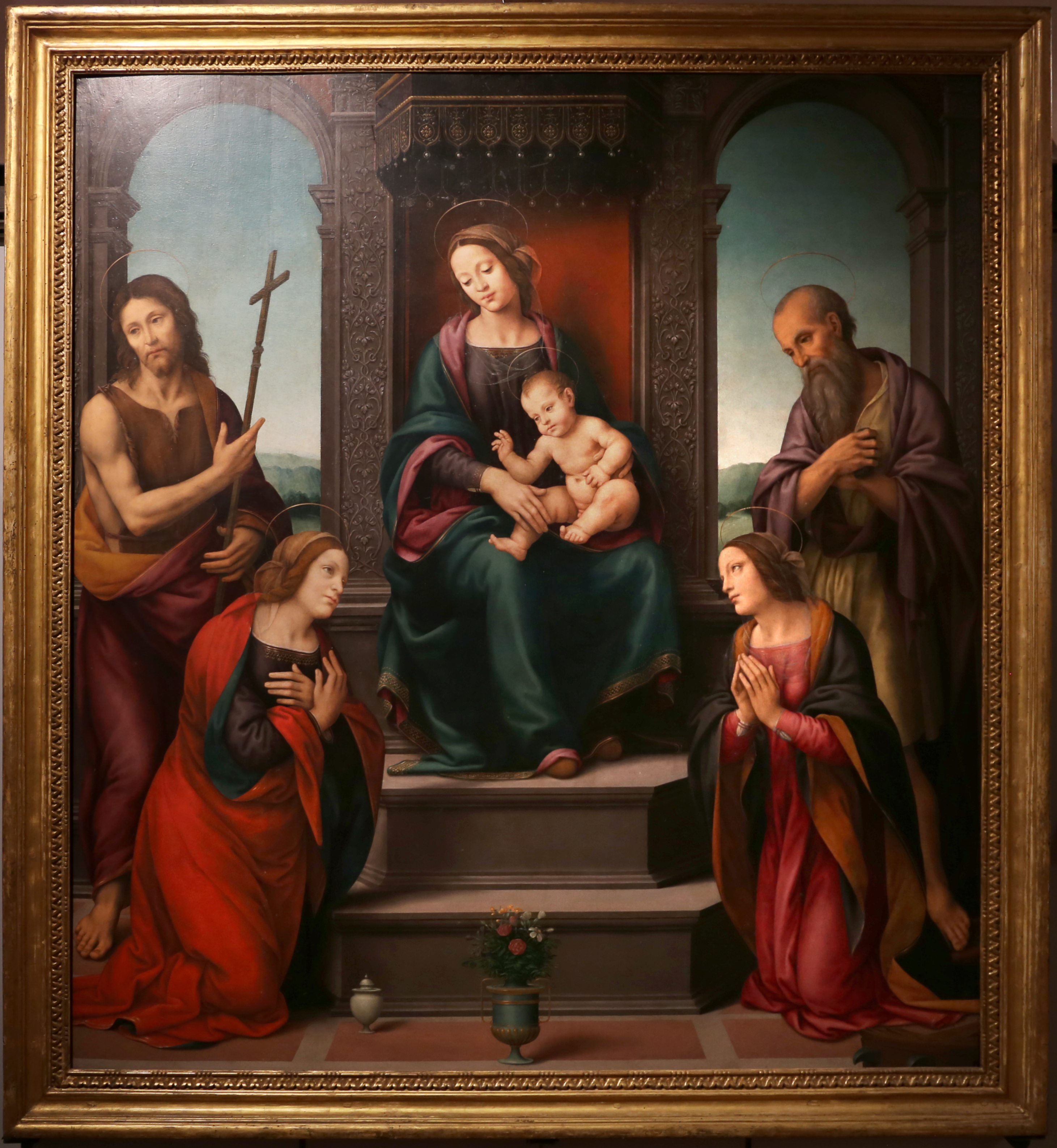
Madonna z Dzieciątkiem i ze świętymi
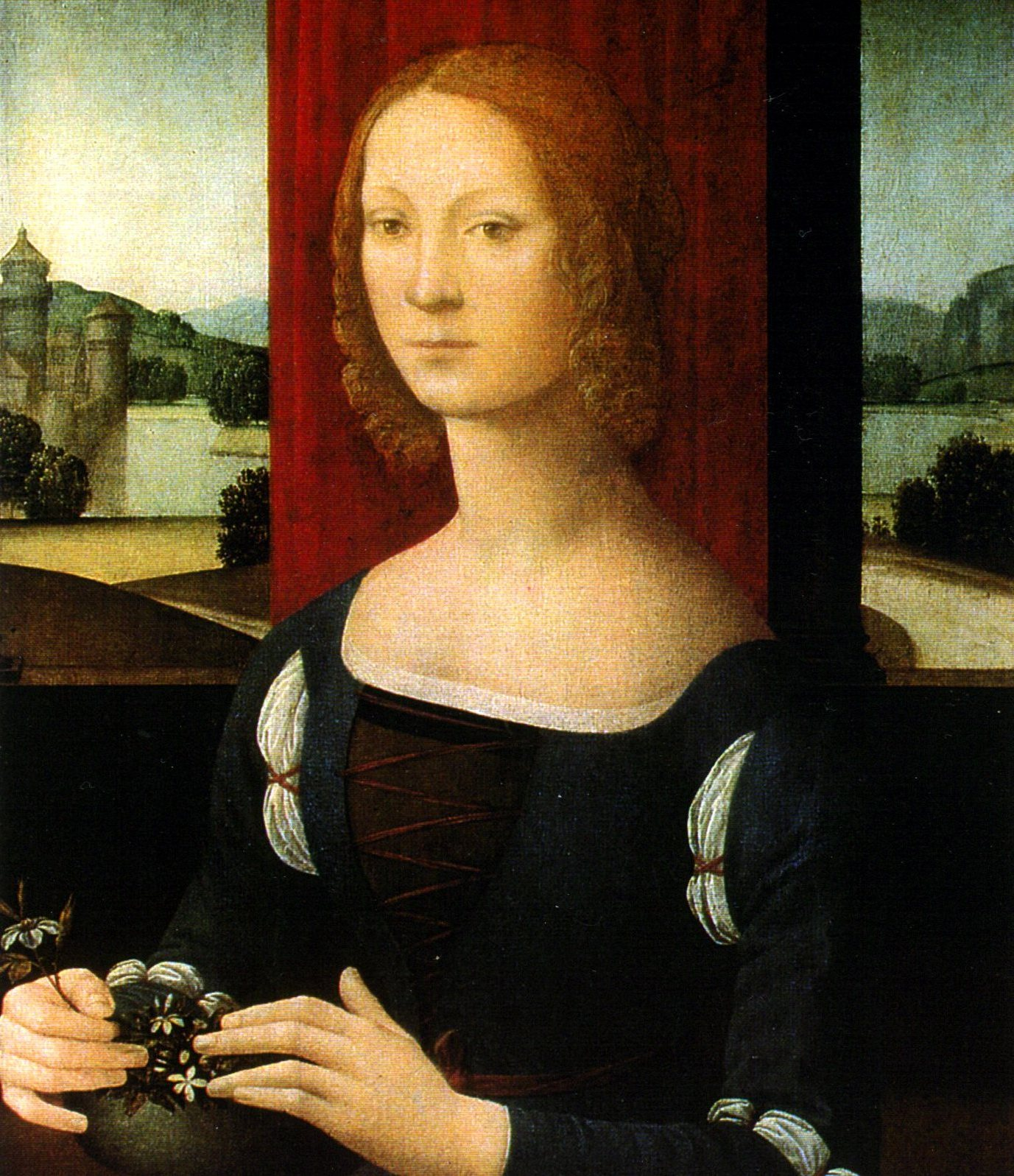
Portret Cateriny Sforzy
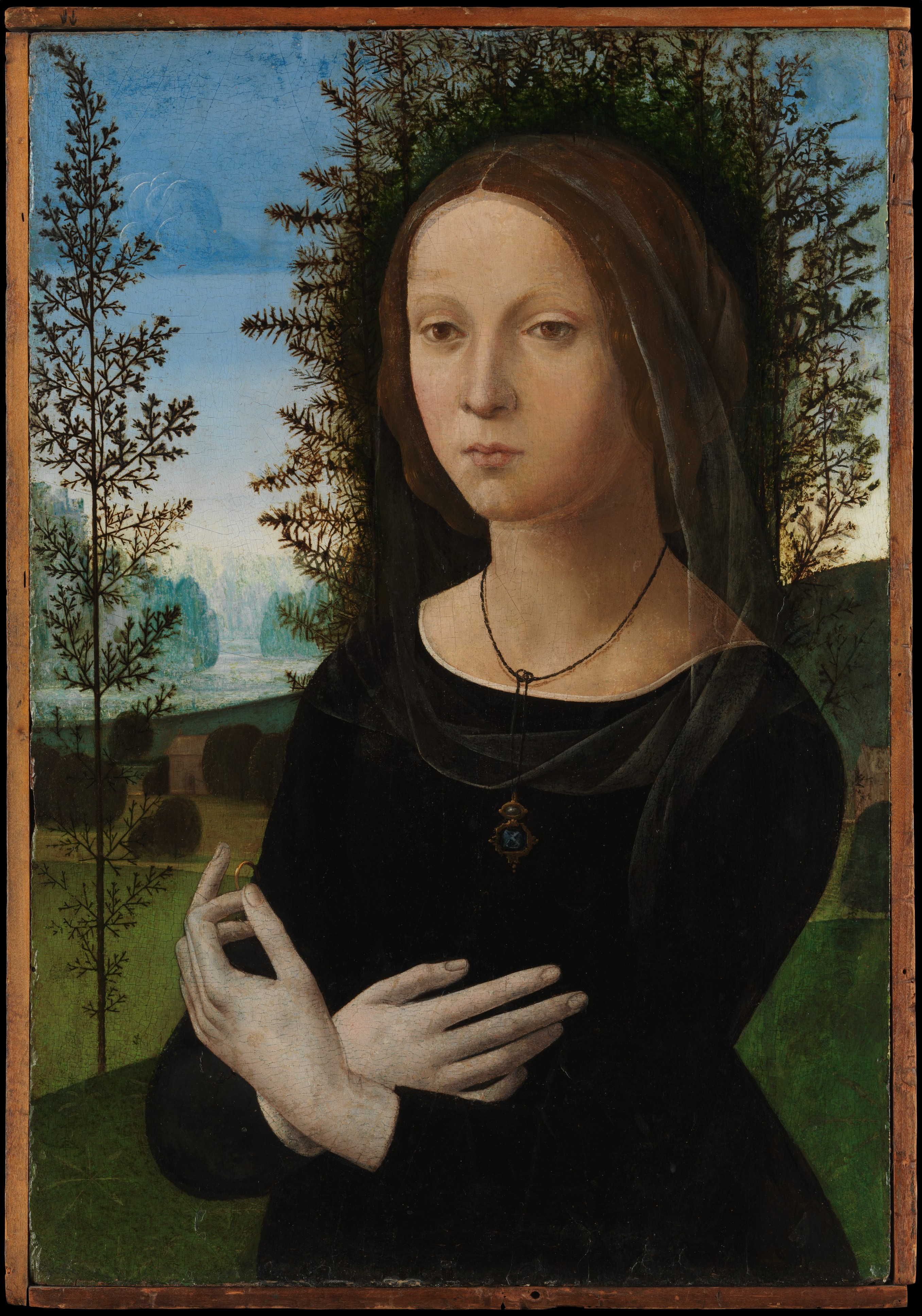
Portret młodej kobiety
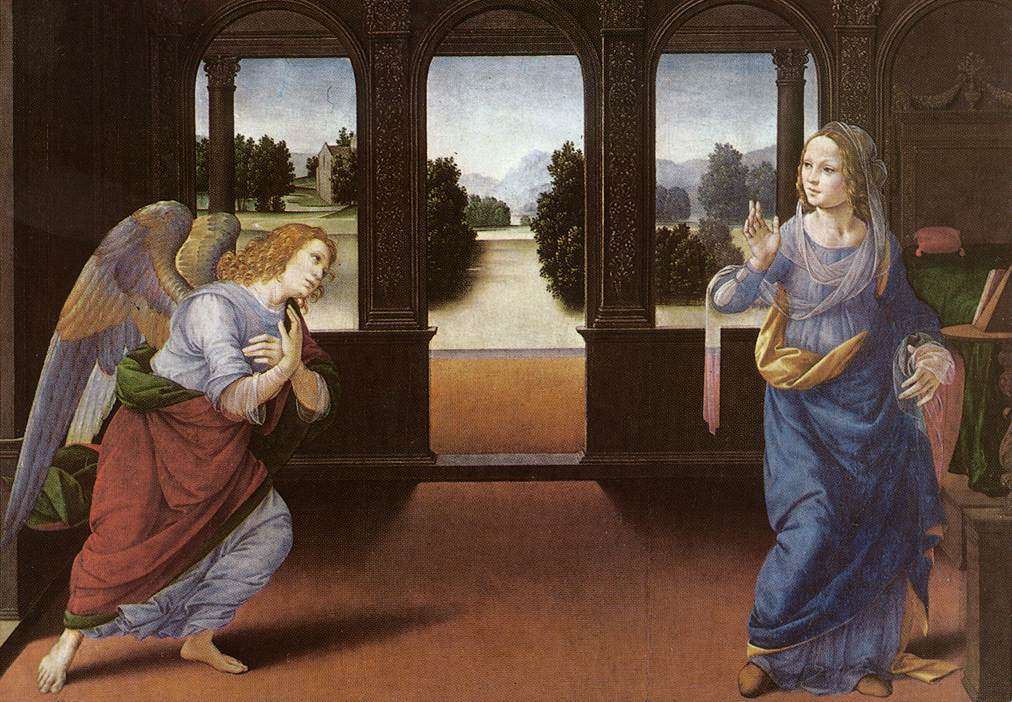
Zwiastowanie